# Massilieurodes
Massilieurodes is een geslacht van halfvleugeligen (Hemiptera) uit de familie witte vliegen (Aleyrodidae), onderfamilie Aleyrodinae.
De wetenschappelijke naam van dit geslacht is voor het eerst geldig gepubliceerd door Goux in 1939. De typesoort is Aleuroplatus (Massilieurodes) setiger.

## Soorten
Massilieurodes omvat de volgende soorten:
- Massilieurodes alabamensis Jensen, 2001
- Massilieurodes americanus Jensen, 2001
- Massilieurodes chittendeni (Laing, 1928)
- Massilieurodes curiosa Jensen, 2001
- Massilieurodes euryae (Takahashi, 1940)
- Massilieurodes fici (Takahashi, 1932)
- Massilieurodes formosensis (Takahashi, 1933)
- Massilieurodes homonoiae (Jesudasan & David, 1991)
- Massilieurodes kirishimensis (Takahashi, 1963)
- Massilieurodes monticola (Takahashi, 1932)
- Massilieurodes multipori (Takahashi, 1932)
- Massilieurodes myricae Jensen, 2001
- Massilieurodes rarasana (Takahashi, 1934)
- Massilieurodes sakaki (Takahashi, 1958)
- Massilieurodes setiger (Goux, 1939)